# Спи зі мною (фільм, 2005)
«Спи зі мною» (англ. Lie With Me) — канадська еротична мелодрама 2005 року.

## Сюжет
Лейла зустрічається з чоловіками лише на одну ніч, її цікавить лише порив пристрасті, бажання агресивно висловити свої сексуальні бажання. Але одного разу вона зустрічає Девіда. Зв'язок з ним змушує її замислитися про свої почуття, від нього вона хоче чогось більшого, ніж секс. В обох коханців в цей час непрості ситуації з близькими: Девід доглядає за хворим батьком, Лейла змушена виносити скандальне розлучення батьків.

## В ролях
| Актор          | Роль     |
| -------------- | -------- |
| Лоурен Лі Сміт | Лейла    |
| Ерік Бальфур   | Девід    |
| Поллі Шеннон   | Вікторія |

## Цікаві факти
- Зйомки проходили з червня по липень 2004 року в Канаді.

## Номінації
- У 2006 році номінувався на премію «Джині» в категоріях «Краща музика до фільму» і «Кращий звук».